# Bahnstrecke Nouvel-Avricourt–Bénestroff
| Bahnhofsgebäude Nouvel-Avricourt von Nordosten. |                      |                                                                       |                                                                       |
| Streckennummer (SNCF): | 100 000              |                                                                       |                                                                       |
| Streckenlänge: | 34,5 km              |                                                                       |                                                                       |
| Spurweite: | 1435 mm (Normalspur) |                                                                       |                                                                       |
| |                      |                                                                       |                                                                       |
| \| \| \| Bahnstrecke Paris–Strasbourg von Paris Est \| \| \| \| 409,6 \| Igney-Avricourt (ehem. Avricourt) \| 283 m \| \| \| 409,7 \| Bahnstrecke Igney-Avricourt–Cirey nach Cirey \| Bahnstrecke Igney-Avricourt–Cirey nach Cirey \| \| \| \| Grenze Meurthe-et-Moselle/Moselle ehem. Frankreich/Deutschland \| \| \| \| 410,8 \| Sânon \| Sânon \| \| \| 410,9 0,0 \| Nouvel-Avricourt[Anm. 1] \| 283 m \| \| \| 1,4 \| Bahnstrecke Paris–Strasbourg nach Strasbourg \| Bahnstrecke Paris–Strasbourg nach Strasbourg \| \| \| 3,7 \| Moussey \| Moussey \| \| \| \| Feldbahn Anslingen–Ley–Schenris \| \| \| \| 9,7 \| Azoudange \| Azoudange \| \| \| 16,2 \| Gelucourt \| Gelucourt \| \| \| 21,3 \| Dieuze \| Dieuze \| \| \| \| Salines de Dieuze \| \| \| \| 25,4 \| Vergaville \| Vergaville \| \| \| 28,5 \| Guébling \| Guébling \| \| \| \| LGV Est européenne \| \| \| \| 32 \| Tunnel de Guébling (115 m) \| Tunnel de Guébling (115 m) \| \| \| \| \| \| \| \| \| Bahnstrecke Champigneulles–Sarralbe von Nancy und Dépôt de Bénestroff \| \| \| \| \| \| \| \| \| \| Bahnstrecke Réding–Metz-Ville von Metz \| \| \| \| 34,5 101,4 \| Bénestroff \| 247 m \| \| \| \| Bahnstrecke Champigneulles–Sarralbe nach Sarralbe \| \| \| \| \| Bahnstrecke Réding–Metz-Ville nach Metz und Strasbourg \| \| |                      |                                                                       |                                                                       |
| Strecke |                      | Bahnstrecke Paris–Strasbourg von Paris Est                            | Bahnstrecke Paris–Strasbourg von Paris Est                            |
| Haltepunkt / Haltestelle | 409,6                | Igney-Avricourt (ehem. Avricourt)                                     | 283 m                                                                 |
| Abzweig geradeaus und ehemals nach rechts | 409,7                | Bahnstrecke Igney-Avricourt–Cirey nach Cirey                          | Bahnstrecke Igney-Avricourt–Cirey nach Cirey                          |
| Grenze |                      | Grenze Meurthe-et-Moselle/Moselle ehem. Frankreich/Deutschland        | Grenze Meurthe-et-Moselle/Moselle ehem. Frankreich/Deutschland        |
| Brücke über Wasserlauf | 410,8                | Sânon                                                                 | Sânon                                                                 |
| ehemaliger Bahnhof | 410,9 0,0            | Nouvel-Avricourt                                                      | 283 m                                                                 |
| Abzweig ehemals geradeaus, nach rechts und ehemals von rechts | 1,4                  | Bahnstrecke Paris–Strasbourg nach Strasbourg                          | Bahnstrecke Paris–Strasbourg nach Strasbourg                          |
| Bahnhof (Strecke außer Betrieb) | 3,7                  | Moussey                                                               | Moussey                                                               |
| Kreuzung mit U-Bahn geradeaus unten (Strecken außer Betrieb) |                      | Feldbahn Anslingen–Ley–Schenris                                       | Feldbahn Anslingen–Ley–Schenris                                       |
| Bahnhof (Strecke außer Betrieb) | 9,7                  | Azoudange                                                             | Azoudange                                                             |
| Bahnhof (Strecke außer Betrieb) | 16,2                 | Gelucourt                                                             | Gelucourt                                                             |
| Bahnhof (Strecke außer Betrieb) | 21,3                 | Dieuze                                                                | Dieuze                                                                |
| Abzweig geradeaus und von rechts (Strecke außer Betrieb) |                      | Salines de Dieuze                                                     | Salines de Dieuze                                                     |
| Bahnhof (Strecke außer Betrieb) | 25,4                 | Vergaville                                                            | Vergaville                                                            |
| Bahnhof (Strecke außer Betrieb) | 28,5                 | Guébling                                                              | Guébling                                                              |
| Kreuzung geradeaus unten (Strecke geradeaus außer Betrieb) |                      | LGV Est européenne                                                    | LGV Est européenne                                                    |
| Tunnel (Strecke außer Betrieb) | 32                   | Tunnel de Guébling (115 m)                                            | Tunnel de Guébling (115 m)                                            |
| |                      |                                                                       |                                                                       |
| Abzweig geradeaus und von links (Strecke außer Betrieb) |                      | Bahnstrecke Champigneulles–Sarralbe von Nancy und Dépôt de Bénestroff | Bahnstrecke Champigneulles–Sarralbe von Nancy und Dépôt de Bénestroff |
| |                      |                                                                       |                                                                       |
| Abzweig ehemals geradeaus und von links |                      | Bahnstrecke Réding–Metz-Ville von Metz                                | Bahnstrecke Réding–Metz-Ville von Metz                                |
| Bahnhof | 34,5 101,4           | Bénestroff                                                            | 247 m                                                                 |
| Abzweig geradeaus und ehemals nach links |                      | Bahnstrecke Champigneulles–Sarralbe nach Sarralbe                     | Bahnstrecke Champigneulles–Sarralbe nach Sarralbe                     |
| Strecke |                      | Bahnstrecke Réding–Metz-Ville nach Metz und Strasbourg                | Bahnstrecke Réding–Metz-Ville nach Metz und Strasbourg                |

Die Bahnstrecke Nouvel-Avricourt–Bénestroff war eine eingleisige, nicht elektrifizierte Eisenbahnstrecke in den Départements Meurthe-et-Moselle und Moselle in Ostfrankreich. Die knapp 35 km lange Strecke hatte vor allem strategische Aufgaben. Bereits in den späten 1950er-Jahren wurde der Personenverkehr eingestellt, bis 1986 schrittweise auch der Güterverkehr. Heute sind alle Gleise rückgebaut, und die Trasse wurde zum Teil – wie in Dieuze mit Einfamilienhäusern überbaut. Immerhin wurde die Trasse beim Bau der kreuzenden LGV Est européenne nicht arrondiert, sondern überbrückt ⊙.

## Geschichte
Die Konzession zum Bau und Betrieb dieser Strecke ging 1861 an die Vorgängergesellschaft Syndicat de Nancy der Société anonyme des anciennes salines domaniales de l’Est, die erst 1862 als Interessenkartell gegründet wurde. Bereits neun Monate später, am 15. März 1863 wurde diese Konzession an die Chemins de fer de l’Est (EST) verkauft, in deren Portefeuille und Provenienz diese Bahnstrecke besser passte. Der Kaufvertrag wurde am 16. August 1862 vom Staat genehmigt.
Bereits am 25. November 1864 konnte das erste 21 km lange Teilstück eröffnet werden. Der Deutsch-Französische Krieg verhinderte zunächst einen Weiterbau bis zum Bahnhof Bénestroff (deutsch Bensdorf), der schließlich durch die 1871 geschaffene Kaiserliche Generaldirektion der Eisenbahnen in Elsaß-Lothringen am 1. Mai 1882 fertiggestellt wurde. Dort war ein wichtiger Knotenpunkt zu den Strecken Réding–Metz und Champigneulles–Sarralbe, also in alle Himmelsrichtungen. Gleichzeitig existierte in Bénestroff das Depot Bensdorf, das für diese Strecke zuständig war.

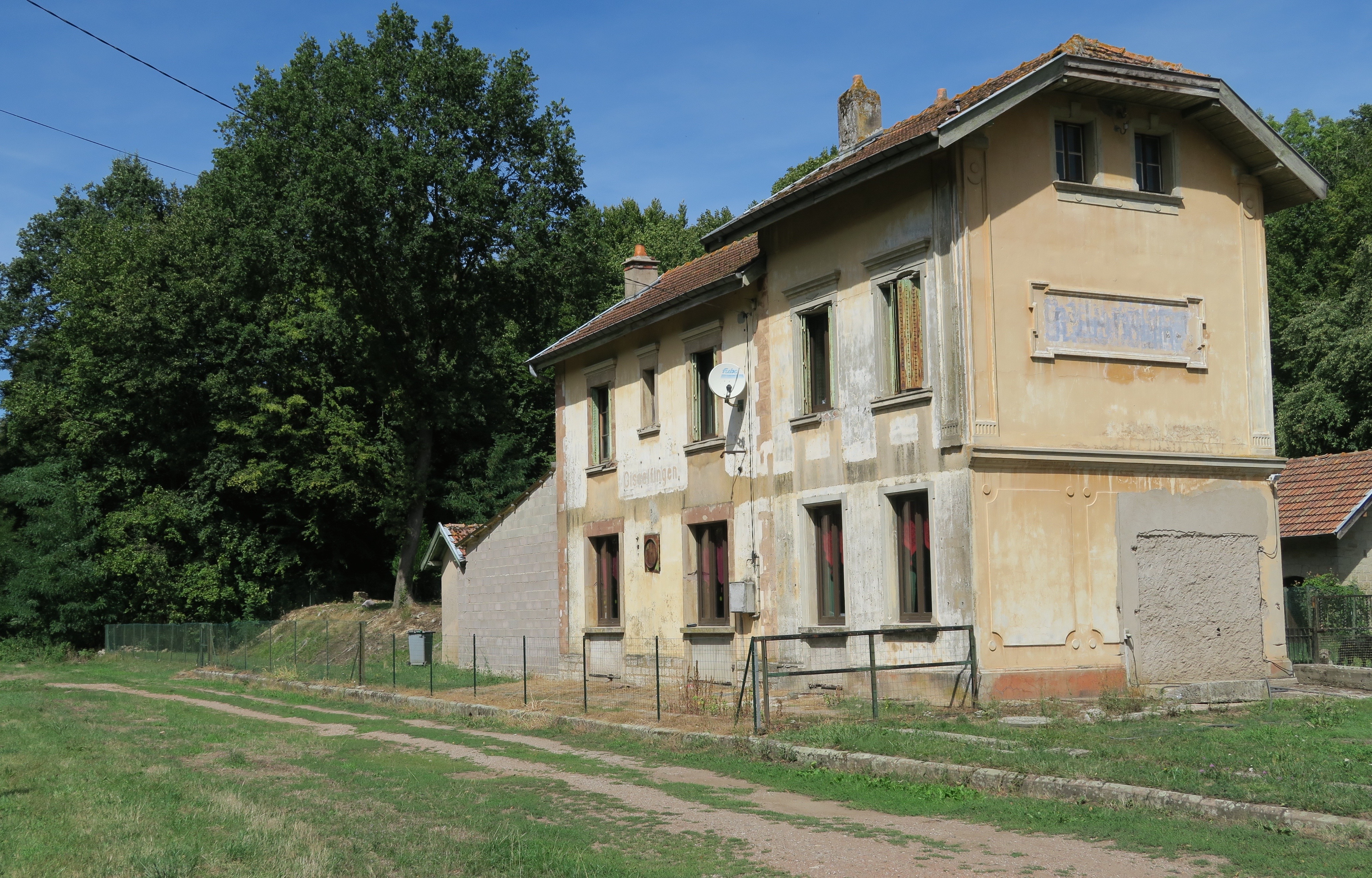
Ehemaliger Bahnhof von Gelucourt (Lothringen)

Sie lag – wie auch die benachbarte Bahnstrecke Champigneulles–Sarralbe – im deutsch-französischen Grenzgebiet. Der 1875 eröffnete Keilbahnhof Nouvel-Avricourt mit drei Bahnsteigen (deutsch: Deutsch-Avricourt) war bis 1918 Grenzbahnhof. Nordöstlich des repräsentativen Empfangsgebäudes entstand im Gleisdreieck eine Eisenbahnersiedlung für die Bediensteten von Bahn, Zoll und Post. Der Ostflügel wurde im Ersten Weltkrieg zerstört, sodass heute von seinem einst 100 Meter langen Baukörper etwas mehr als die Hälfte erhalten ist. 1969 wurde der Bahnhof geschlossen, da der näher zum Ortskern gelegene Bahnhof Igney-Avricourt für den geringen lokalen Bedarf ausreichte.
Zwar wurde im September 2002 auch der nördliche Teil der Strecke zwischen Dieuze und Bénestroff für den Güterverkehr geschlossen, trotzdem besteht für diesen Abschnitt noch ein öffentliches Interesse und er wurde noch nicht entwidmet: „Le Ligne … bénéficient du maintien des emprises de la voie dans le domaine public en vue de préserver la possibilité de mise en place ultérieure d’un système de transports.“ In den 2020er Jahren hat ein Verein damit begonnen, mit Draisinen auf der Strecke von Dieuze bis Vergaville zu fahren und beabsichtigt, auch mit historischen Zügen wieder Touristikfahrten durchzuführen.